# A.T. Kearney
Kearney é uma empresa de consultoria empresarial norte-americana. 
Fundada em 1926, a empresa possui escritórios em mais de 90 países e é considerada uma das maiores empresas de consultoria do mundo.
Entre suas clientes estão: General Motors, Xerox, Mercedes-Benz, McDonnell Douglas, Motorola, Nestlé, Nissan, Siemens e Sony. No Brasil, atua desde 1993.
A firma é regularmente relacionada na lista anual da Consulting Magazine's, "Best Firms to Work For"  e aparece no  Top 10 no ranking da Vault Consulting 50 de 2012. 